# 松本剛 (映像作家)
松本 剛（まつもと ごう）は、日本の映像作家、VJ、ミュージシャン。自身のバンド11th pactでは、ギターとプログラミングを担当。

## 主なMV
- BONNIE PINK - 「Last Kiss」（w / 夏目現）、「A Perfect Sky」、「Anything For You」、「Water Me」、「Ring A Bell」、「鐘を鳴らして」、「CHAIN」、「Joy」、「Is This Love?」、「冷たい雨」,「街の名前」
- CHEHON - 「韻波句徒」、「CHALLENGER」、「SAYONARA JAPAN」(撮影監督)
- FTisland - 「Treasure」、「ハルカ」
- GAGLE - 「RAPワンダーDX ～HIFANAあとのせヘケポチREMIX～」、「SEATEK」
- Hermann H. & The Pacemakers - 「エアコン・キングダム」、「夜には星と音楽を」、「東京湾」、「クラッシュ」、「PINKIE'S ROCK SHOW」
- HIFANA - 「NOW PLAYING」、「雲の上 (ACOUSTIC VERSION) feat. Keyco & Meika, Izpon, Take from KOKYO」、「労働 / WORK IT!!! FEAT. SPINNA B-ILL」(撮影監督)、「通信 / SKIPLESS LOOPS」、「旅行 / TOURING TOUR FEAT. YOHEI MIYAKE」(撮影監督)
- 東田トモヒロ - 「Life Music」
- HONESTY - 「1999」、「TRUE 80%」
- illion(野田洋次郎) - 「Water lily」
- コブクロ - 「永遠にともに」
- 桐谷健太 - 「香音-KANON-」
- MAN WITH A MISSION - 「Feel and Think」、「Bubble of Life  DJ KENTARO Remix」
- メレンゲ - 「うつし絵」
- みつき - 「大切なもの」
- Mizca - 「Robotics」
- mount sugar - 「ホタル」（w / ヒロ杉山）、「2人の唄」、「光が消える前に」
- 七尾旅人 - 「サーカスナイト」、「湘南が遠くなっていく」（撮影監督）
- NAOITO - 「あらんらん」
- のあのわ - 「Hurry Up!」
- シクラメン - 「SAMURIDER」、「SKYWALKER」
- SLY MONGOOSE - 「WRENCH IN MY HEAD」
- SOFFet - 「Private Beach」、「2度目のファーストキス」
- 少年ナイフ - 「マスコミュニケーション ブレイクダウン」
- トータス松本 - 「ブランコ」
- 椿屋四重奏 - 「恋わずらい」、「不時着」、「シンデレラ」、「いばらのみち」、「マテリアル」
- 上坂すみれ - 「閻魔大王に訊いてごらん」
- 9miles - 「アオイヒスイ」
- パスピエ - 、「フィーバー」、「S.S」、「とおりゃんせ」、「MATATABISTEP」、「トーキョーシティ・アンダーグラウンド」、「七色の少年」、「贅沢ないいわけ」、「トキノワ」、「裏の裏」、「つくり囃子」、「永すぎた春」、「ハイパーリアリスト」、「スーパーカー」、「音の鳴る方へ」、「まだら」

## 主なDVD
- BONNIE PINK - 「TOUR 2005 "Golden Tears"」
- BOREDOMS - 「LIVE AT SUNFLANCISCO」

## 主なVJ
- BONNIE PINK TOUR 2006 "Under The Perfect Sky"
- BONNIE PINK TOUR 2007 "Thinking Out Loud"
- HIFANA
- UNIQLOユニクロ UT NIGHT
- イエロー・マジック・オーケストラ fuji rock 2011

## その他
- ワーナーミュージック・ジャパン - 「企業CI LOGO」「40周年CI LOGO」

## 音楽活動
- 11th pact - アルバム「Bamo! Apogee.」、コンピレーションハイラインレコーズHI-STYLE vol.3・vol.5(V.A)、Poet Portraits Chapter3 (V.A)に参加
- UC a.k.a DJ UPPERCUT - アルバム「STREET REVOLUTION」"Through The City Featuring Juicy☆Mama From Hifana","Keep On Moving"2曲でギターとして参加。